# Kyrgyzstan Airlines

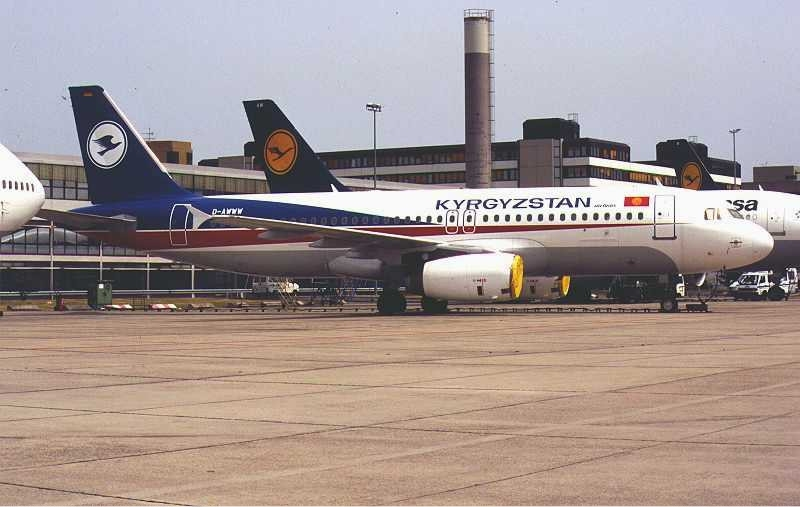
Airbus A320 da Kyrgyzstan Airlines em 1998.

A Kyrgyzstan Airlines foi uma companhia aérea do Quirguistão fundada em 1992 a partir de uma divisão regional da Aeroflot e que encerrou suas atividades em 2005.